# Declan (album)
Declan, ez Declan Galbraith énekes első nagylemeze. 10 éves korában, 2002. szeptember 22-én jelent meg az  Egyesült Királyságban.

## Az album dalai
1. "Danny Boy" (Frederic E. Weatherly) – 3:29
2. "Carrickfergus" (Alan Connaught, Traditional) – 4:08
3. "Imagine" (John Lennon) – 3:03
4. "I'll Be There" (Hal Davis, Berry Gordy, Jr., Bob West) – 4:32
5. "It All Begins With Love" (Mack, Mason) – 4:36
6. "Your Friend" (Mack, Mason) – 4:19
7. "Love Can Build a Bridge" (John, Naomi Judd, Paul Overstreet) – 4:02
8. "Mama Said" (Mack, Mason) – 3:33
9. "Till The Day We Meet Again" (Mack, Mason) – 4:33
10. "Amazing Grace" (John Newton) – 3:21
11. "Circles In The Sand" (Mack, Mason) – 3:45
12. "Angels" (Guy Chambers, Robbie Williams) – 4:08
13. "Tell Me Why" (Mack, Mason) – 4:24
14. "Twinkle Twinkle Little Star" – 1:45

## Kislemezek
- "Tell Me Why" Megjelent  2002. december 9-én.

## Meg nem jelent dalok
- "The New Year Song 2003" Tell Me Why CD kislemez.
- "For a Better Tomorrow"
- "Walking in the air" karácsonyi CD.

## Közreműködők
- Ryan Art – Kivitelezés
- Keith Bessey – Mastering, keverés
- Simon Blendis – Hegedű
- Anthony Clark – Akusztikus gitár, 12 húros Akusztikus gitár
- Declan – Sorjegyzetek
- Timothy Eames – Ütősök, dobok, elektromos gitár, programozás, mérnök, keverés, profi eszközök
- Declan Galbraith – Hangok
- Jan Hendrickse – Furulya, fütyülés, szólista
- Mark Hornby – Akusztikus gitár, nylon húros gitár
- Tom Howard –  Fényképészet
- Stephen Hussey – Hegedű, karmester, hangszerelés, feltételi előkészületek, zenekari előkészületek
- Dominic Kelly – Oboa, Cor Anglais, szólista
- Nathan King – Akusztikus gitár, elektromos gitár, nylon húros gitár
- Noel Langley – Trombita, Flugelhorn, szólista
- Sara Loewenthal – Másoló
- Barry Mason – Rendező, főproducer
- Craig McLeish – Karmester
- Tom Norris – Vezető
- Catherine Porter – Háttérhangok
- Jim Rattigan – Francia duda, szólista
- Rowland Sutherland – Furulya, szólista
- Roy Theaker – Hegedű, vezető
- Urban Soul Orchestra – Zenekar
- Lucy Wakeford – Hárfa, szólista
- Chris Worsey – Cselló